# デコレーション携帯電話

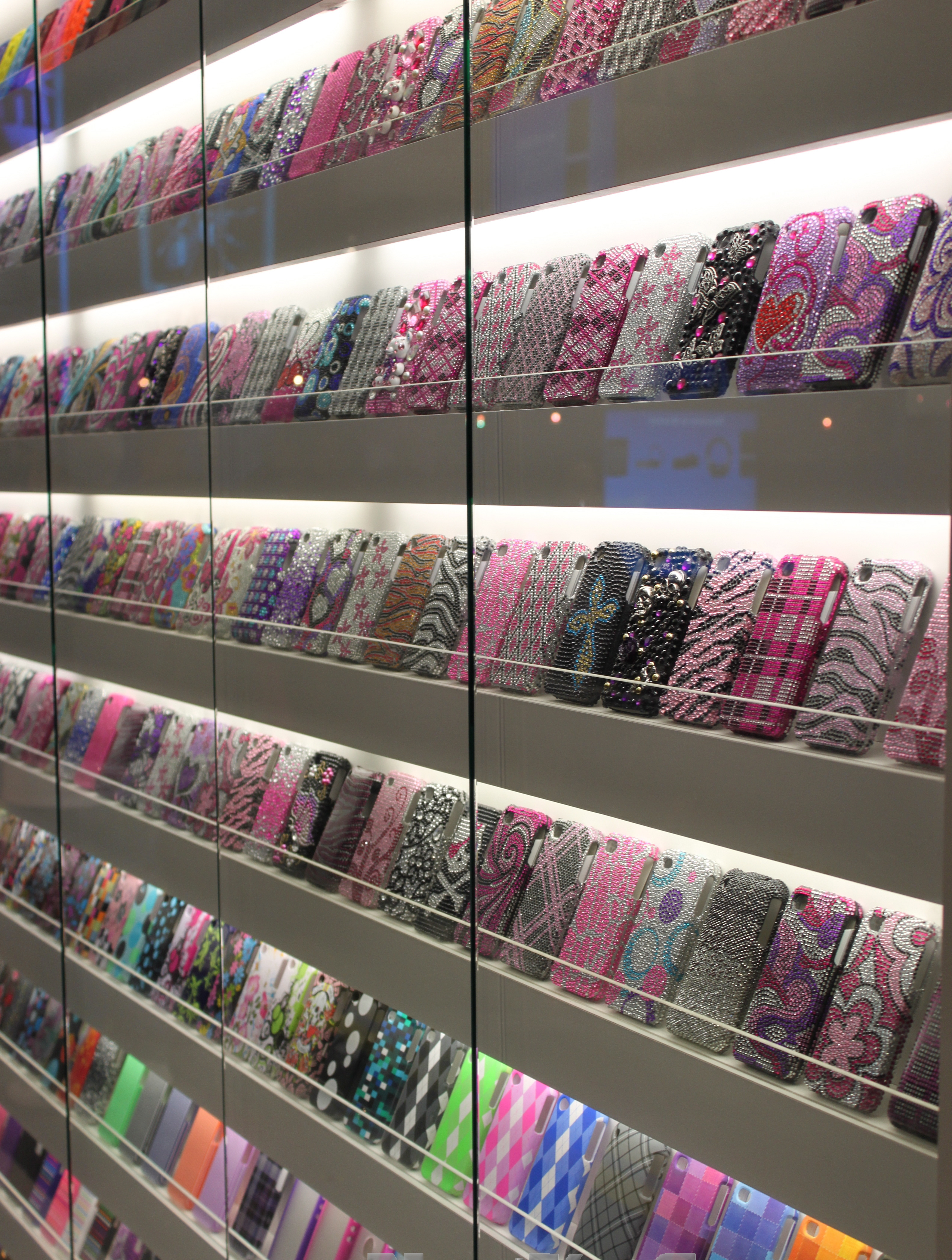
デコレーションされた携帯電話用カバーの数々

デコレーション携帯電話（デコレーションけいたいでんわ）とはユーザーによって装飾が施された携帯電話（主にフィーチャーフォン）のこと。デコ電、デコケータイなどと略され、装飾することはデコると表現する。

## 概要
携帯電話端末にネイルアートの技術を用いデコレーションを施したもので、主にスイーツや花をかたどった模型、ラインストーン、シールなどを貼り付けるといった手法がとられている。
それらの装飾は、ユーザー自身が行う以外に、ネイリストが副業として行うこともある。ネイリストがネイルアートの手法を用いて筆やエアブラシで携帯電話にマニキュアでペイントしたものは、携帯アートと呼ばれ、デコ電の発端でもある。2009年頃からはデコレーションを学ぶ為のスクールなどが多数あった。ネイルスクールのように決まった名称がなく、デコチェンスクール、モバイルデザイナーズスクール、ブリンク・アート・スクールなど、様々な呼び方の学校があった。
メディアで歌手や女優などの芸能人が、自身の携帯を披露した事で瞬く間に流行し、それらの影響より、キャリアであるソフトバンクモバイル自体が、Vodafone 705SHの全面にスワロフスキー・クリスタルでデコレーションを施したスワロフスキー・クリスタルモデルを発売した。 
「デコる」対象は携帯電話以外にも、タブレット菓子のケースから文房具や手鏡、イヤホン、ノートパソコン、高級車まで拡がっており、最初からデコレーション風のデザインになった製品やデコレーション風のカバーも多く市販された。
スマートフォンの到来以降は、スマホケースによる装飾へ継承されていった。

## 沿革
1990年代～2000年代ガールズカルチャー研究家のTajimaxによると、1980年代にデコトラや暴走族の特攻服で派手派手しく装飾するヤンキー文化がルーツと考察している。
1997年頃にPHSとフィーチャーホン（ガラケー）が普及すると、それと共に使われ出したネックピース（首から携帯電話をぶら下げるストラップ）が登場したことから、『携帯電話はファッションアクセサリーのひとつ』という潮流が発生する。その後次第にギャル界隈にて本体にハイビスカスの柄をエアブラシでペイントする、レイ様のストラップを付けるなどのカスタマイズが愉しまれるようになった。

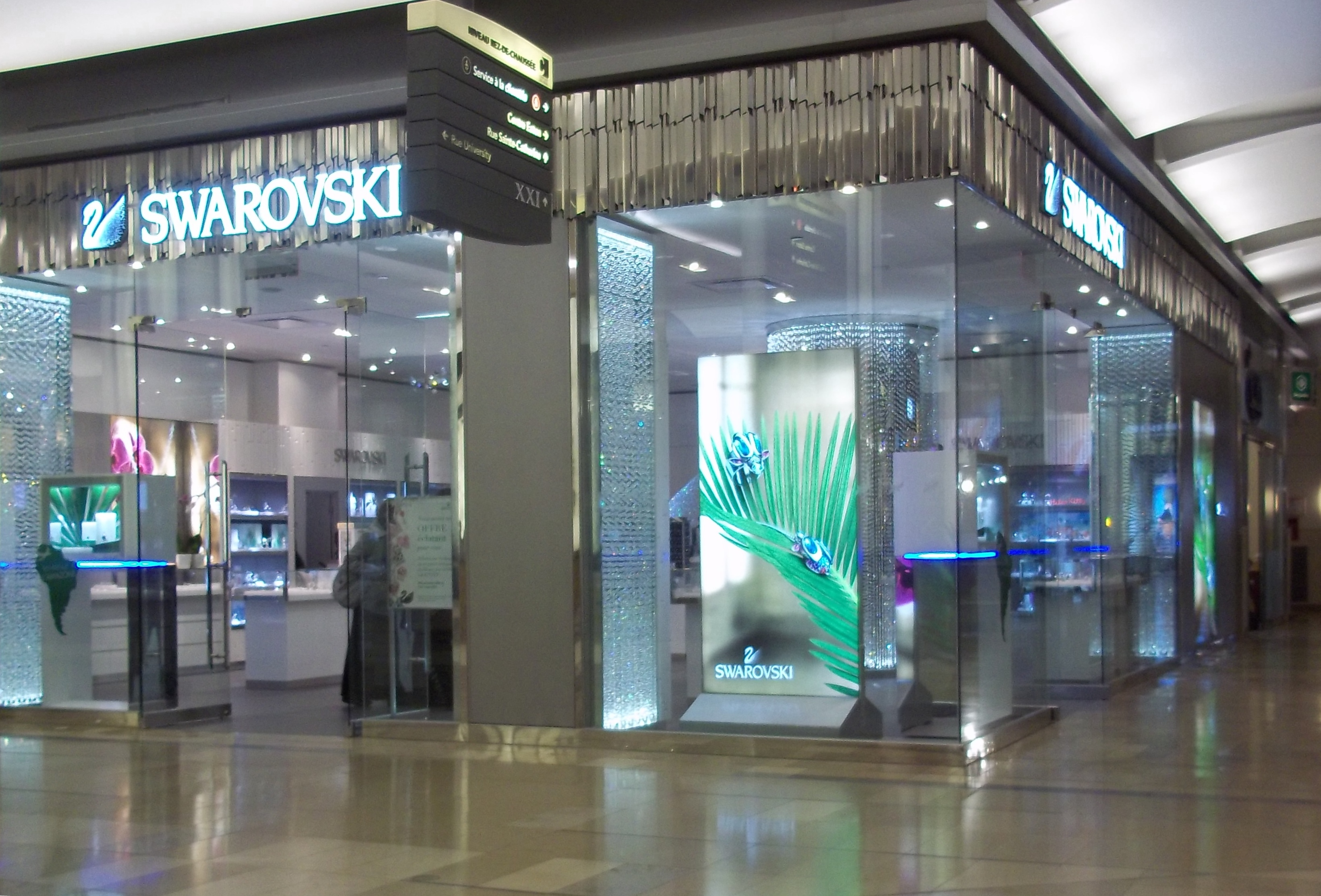
スワロフスキーの高級クリスタルラインストーンは、デコパーツに重用された。

2000年代に二つ折りの携帯電話が普及されると、小さなクリスタルストーンをシンプルに装飾するところから、次第にメイン液晶の外周をラインストーンで囲う・大きなパーツをつけるなど華やかにカスタマイズされるようになる。また当時若者の間で人気を誇った歌手の浜崎あゆみが、全体をラインストーンであしらったハローキティの手鏡を愛用していたことなどから、携帯電話の外面をまるごとラインストーンで絢爛豪華に覆う流行へと発展した。ネイルサロンが装飾施行を請負うことも多かった。
2010年代に入るとキラキラとしたラインストーン装飾は衰退し、3Dのケアベアやシリコン素材のリアルなスイーツモチーフを派手に貼付するなどのモコモコとしたカラフルな"原宿カルチャー"が反映される。当時はぬいぐるみを本体に貼り付けるなど、おおよそ重厚なものであった。
だが、スマートフォン（スマホ）が普及されると時同じくして、韓国ブームの一端として韓国で人気を博したスマホリング（スマートフォンの裏面にリングを貼り付け、安定してスマホを持つ補助アクセサリー）が日本でも流行したことにより、デコ電ブームは衰退していったと考察されている。また、スマホはメイン液晶が剥き出しであるため、各々がケースを買って収納することもデコ電ブーム衰退の原因のひとつと考えられている。

## 注意点
- パーツの形状によっては使用時に髪や服、爪を引っ掛けやすくなる。
- デコレーションが携帯電話の開閉や充電、カメラ撮影など機能を損なう可能性がある。
- 携帯電話を修理などに出した際、作業の妨げになる装飾やシールは剥がされることがある。またデコレーションを行ったことに起因する故障は保障の対象とならない。
- ユーザー自身が分解を伴う改造を行ったものの使用は、電波法違反となる可能性がある。